# 廢液晶混凝土
廢液晶玻璃混凝土，是將廢棄液晶顯示器的玻璃粉碎後，添加於混凝土中作為細骨材使用，以改善混凝土本身性質。

## 概述
隨著經濟型態的改變，光電產業蓬勃發展，筆記型電腦、液晶顯示器及液晶電視之市場需求隨大型TFT-LCD 面板量產化而大增，也相對產生許多廢棄物。然而玻璃本身含有大量的矽和鈣，性質上屬於卜特蘭材料，其物理性質如密度、抗壓強度、彈性模數、熱膨脹係數、熱傳導係數等與混凝土亦很接近，因此適合作為混凝土的原材料。
混凝土最主要優點就是抗壓強度高，而玻璃硬度又比一般砂石料高，因此，以玻璃取代部份砂石料所拌合之混凝土試體抗壓強度及抗磨損率應均比一般混凝土優異。

## 廢液晶玻璃物理化學特性
一般來說碎玻璃顆粒在末處理時外形成多角且尖銳，但部份也含有扁平、細長之顆粒至於顆粒的外型取決於破碎的程序而定，若經由特殊的破碎處理後尖銳及扁平的情況會大為降低，為了法規的安全標準，廢玻璃需經過適當的處理是必要的。在固體廢棄物廢玻璃物質中所要討論之物理性質包括單位體積重、含水量、粒徑大小及分佈：
- 單位體積重：又稱容積密度，廢玻璃物質的容積密度範圍為50~160 kg/m3，一般以90 kg/m3代表。

- 含水量單位體積重：一般玻璃含水量在2~4％之間，水分的來源為表面及容器內部含水量。

- 粒徑大小及分佈：因廢棄物的組成複雜且有大小不等的碎片，且其幾何形狀也不一，故只能以最長邊通過篩網之網目代表其尺寸，都市廢棄物各種組成的尺寸平均約介於7~8英吋。

玻璃的主要化學成分為SiO2、CaO、Na2O、MgO，整體分析如下：
- 近似分析：包括水份、揮發份、灰份及固定碳四項，水份為2~4%，而在無機類物質中(玻璃及金屬類)並無揮發份及固定碳此二類物質，灰份是指加熱至800℃、2個小時後所剩餘的物質，在玻璃類物質中灰份佔於96~98%。

- 元素分析：針對廢棄物中廢玻璃物質做元素分析時可得各元素之重量百分比為：碳（0.5%）、氫（0.1%）、氧（0.4%）、氮（<0.1%）、灰份（98.9%），在其中可看到含有有機成分，此部份並非玻璃本身之物質．而是來自表面處理物、標籤及其他附著物質。

- 玻璃的密度約2500kg/m3，與混凝土的密度2400kg/m3 非常接近。